# Asemesthes flavipes
Asemesthes flavipes is een spinnensoort in de taxonomische indeling van de bodemjachtspinnen (Gnaphosidae).
De wetenschappelijke naam van de soort werd in 1908 gepubliceerd door William Frederick Purcell.